# 守里会看護福祉専門学校
守里会看護福祉専門学校（しゅりかいかんごふくしせんもんがっこう）は、香川県高松市にある香川県知事認可の専門学校。住所は香川県高松市香西本町17-9、経営は社会福祉法人守里会。

## 基本理念
「共に生き活かしあう」

## 沿革
- 2014年3月18日 香川県知事からの諮問を受け、香川県私立学校審議会で設置認可が適当であると答申が決定された[1]。
- 2014年4月1日 看護学科（3年制、収容定員120名）、介護福祉学科（2年制、収容定員80名）、保育学科（2年制、収容定員100名）で開校。

## 設置学科

### 看護学科（3年40名男女）
取得資格・取得目標資格
- 看護師（国家資格）受験資格

### 介護福祉学科（2年40名男女）
取得資格・取得目標資格
- 介護福祉士（国家資格）受験資格

### 保育学科(2年50名男女)
取得資格・取得目標資格
- 保育士
- 幼稚園教諭1種免許※

※印は星槎大学の教育連携により取得できます

## 最寄駅
- JR四国高松駅 予讃線香西駅

## 系列施設
- 特別養護老人ホーム 守里苑
- 特別養護老人ホーム 逅里苑
- グループホーム 邑
- デイサービスセンター 侶
- ショートステイセンター 季
- ショートステイセンター 紡音
- ショートステイセンター 一樹
- 初音保育所